# عوسق موريشيوس
عوسق موريشيوس (Falco punctatus) هو طائر جارح من فصيلة الصقريات المتوطنة في غابات موريشيوس، حيث يقتصر وجوده على غابات الهضبة الجنوبية الغربية والمنحدرات والأفاجيج. وهو أكثر أنواع العواسق تميزًا في المحيط الهندي. استعمر موطنه في الجزيرة ليتطور إلى نوع مستقل ربما خلال مرحلة الجيلاسي (أواخر العصر البليوسيني). وهو أكثر الأنواع الحية بعدًا بين العواسق في المحيط الهندي الغربي.
في عام 1974، كان عوسق موريشيوس على وشك الانقراض، حيث لم يكن هناك سوى خمسة أو ربما ستة طيور معروفة منه، اثنان منها في الأسر وأنثى تتكاثر بمفردها. في عام 1985، قُدِّر أن الأعداد زادت قليلاً في البرية، لكنها ظلت مهددة بالانقراض بدرجة حرجة عند أقل من 15 فردًا.
بعد جهود صونها الرائدة التي بذلها كارل جي جونز وعبد الوهاب أودالي، زادت الأعداد إلى حوالي 400 طائر في عام 2019. ويعتبر هذا الإنجاز في مجال الحفاظ على البيئة أحد أنجح مشاريع استعادة الطيور وأفضلها توثيقًا في العالم. تم إعلانه الطائر الوطني لموريشيوس في مارس 2022 للاحتفال بالذكرى الثلاثين لجمهورية موريشيوس.